# Língua aiton
A língua Aiton ou Tai Aiton language é falada em Assam, Índia (no Vale Dhonsiri e na margem sul do rio Brahmaputra). Atualmente é classificada como uma língua ameaçadade extinção com menos de dois mil falantes em todo o mundo. Seus outros nomes incluem Antonia e Sham Doaniya.

## Classificação
Faz parte do ramo sudoeste da família de línguas tais. Existem três outras línguas faladas ativamente neste ramo:  Khamti,  Phake e  Khamyang.

## História
As línguas Tai em Assam compartilham muitas semelhanças gramaticais, um sistema de escrita e muito de seu vocabulário.  As diferenças mais proeminentes entre os idiomas são seus sistemas tonais.
De acordo com os registros orais e escritos do povo Aiton, eles se originaram de um lugar chamado Khao-Khao Mao-Lung, um estado birmanês perto da fronteira chinesa. Geralmente, acredita-se que eles vieram para a Índia há cerca de duzentos ou trezentos anos, em busca de refúgio da opressão. Apesar de há quanto tempo estão em Assam, muitos membros das gerações anteriores não são fluentes em Assamês, a língua oficial do estado.

## Geografia
Aiton é falado predominantemente na Índia, no estado de Assam, no nordeste do país.
Segundo Morey (2005), o Aiton é falado nas seguintes aldeias:
| Nome Tai          | Tradução nome                    | Assamês/Inglês | Distrito de Assam          |
| ----------------- | -------------------------------- | -------------- | -------------------------- |
| baan3 nam3 thum3  | Aldeia inundada (casa inundada). | Duburoni       | Golaghat                   |
| baan3 sum3        | Aldeia azeda (Baan Som).         | Tengani        | Golaghat                   |
| baan3 hui1 luŋ1   | Grande vila de frutas            | Borhola        | Golaghat                   |
| baan3 hin1        | Vila de pedra (casa de pedra).   | Ahomani        | Karbi Anglong              |
| baan3 luŋ1        | Vila grande (Ban Luang)          | Bargaon        | Karbi Anglong              |
| baan3 nɔi2 / dɔi2 | Aldeia da colina (Ban Doi).      | Sukhihola      | Karbi Anglong              |
| baan3 saai2       | Aldeia de areia (Ban Sai).       | Kalyoni        | Karbi Anglong              |
| baan3 saai2       | Aldeia de areia (Ban Sai).       | Balipathar     | Karbi Anglong              |
| baan3 saai2       | Aldeia de areia (Ban Sai).       | Jonapathar     | Distrito de Lohit \| Lohit |

Buragohain (1998) relata um total de 260 famílias Aiton, compreendendo uma população total de 2.155.
| Vila       | Distrito de Assam          | Fundação        | Qtde casas | População |
| ---------- | -------------------------- | --------------- | ---------- | --------- |
| Ahomani    | Karbi Anglong              | 1939            | 31         | 267       |
| Baragaon   | Karbi Anglong              | 1835            | 39         | 359       |
| Balipathar | Karbi Anglong              | 1898            | 59         | 528       |
| Chakihola  | Karbi Anglong              | desconhecido    | 18         | 180       |
| Kaliyani   | Karbi Anglong              | Eranhumana 1239 | 15         | 154       |
| Borhola    | Golaghat                   | 1836            | 26         | 235       |
| Dubarani   | Golaghat                   | desconhecido    | 43         | 334       |
| Tengani    | Golaghat                   | desconhecido    | 19         | 150       |
| Jonapathar | Distrito de Lohit \| Lohit | Década de 1950  | 15         | 148       |

## Classificadores
Os classificadores mais comuns são kɔ1 para pessoas, tu1 / to1 para animais e ʔan para objetos inanimados.

## Escrita
Os Tai Aiton têm seu próprio sistema de escrita chamado 'Lik-Tai', que eles compartilham com os povos Khamti e Tai Phake. É muito parecido com a escrita da língua xã do norte de Mianmar, que é uma variante do alfabeto birmanês, com algumas das letras assumindo formas divergentes.

## Fonologia

### Consoantes iniciais
Conforme Morey são os seguintes os ons consoantes Aiton
|                |                | Bilabial | Bilabial | Alveolar | Alveolar | Palatal | Palatal | Velar | Velar  | Glotal | Glotal |
| surda          | sonora         | surda    | sonora   | surda    | sonora   | surda   | sonora  | surda | sonora |        |        |
| -------------- | -------------- | -------- | -------- | -------- | -------- | ------- | ------- | ----- | ------ | ------ | ------ |
| Oclusiva       | Tenuis         | p        | b        | t        | d        | c       |         | k     |        |        | ʔ      |
| Oclusiva       | Aspirada       |          |          | tʰ       |          |         |         |       |        |        |        |
| Nasal Oclusiva | Nasal Oclusiva |          | m        |          | n        |         | ɲ       |       | ŋ      |        |        |
| Fricariva      | Fricariva      | ɸ        | β        |          |          | ʃ       | ʒ       | x     |        | h      |        |
| Lateral        | Lateral        |          |          |          | l        |         |         |       |        |        |        |
| Vibrante       | Vibrante       |          |          |          | r        |         |         |       |        |        |        |

Aiton, como algumas outras línguas Tai, tem um "contraste mínimo de três vias na voz". Também só permite que as vogais sejam sonoramente interrompidas quando estiverem em pontos de articulação bilabial e dental / alveolar. De acordo com Morey, " [m] e  [n] são variantes para  / b / e  / d /, respectivamente". Aiton deu voz  / r, l, w, j / e quatro vozes nasais em seu inventário de som.  Não tem sonorantes surdas.

### Consoantes finais
|           |           | Bilabial | Bilabial | Alveolar | Alveolar | Palatal | Palatal | Velar | Velar  | Glotal | Glotal |
| surda     | sonora    | surda    | sonora   | surda    | sonora   | surda   | sonora  | surda | sonora |        |        |
| --------- | --------- | -------- | -------- | -------- | -------- | ------- | ------- | ----- | ------ | ------ | ------ |
| Oclusiva  | tenuis    | p        |          | t        |          |         |         | k     |        | ʔ      |        |
| Oclusiva  | aspirada  |          |          |          |          |         |         |       |        |        |        |
| Nasal     | Nasal     |          | m        |          | n        |         |         |       | ŋ      |        |        |
| Semivogal | Semivogal |          |          |          |          |         | j       |       | w      |        |        |

-[w] ocorre após as vogais anteriores e [a] -, - [j] ocorre após as vogais posteriores e [a] -. 

### Tons
Aiton hoje usa três tons, no entanto, originalmente usava cinco, mas dois se fundiram com outros tons. O primeiro tom ainda usado hoje é 'nível médio / alto', o segundo tom é 'nível alto e então caindo' e o terceiro é 'nível médio caindo'. Originalmente, o quarto tom, 'meia subida', fundiu-se com o primeiro tom. O quinto tom, "meio descendente glotalizado", fundiu-se com o terceiro tom.

### Vogais
Aiton tem um sistema vocálico de apenas sete vogais,  / i, ɯ, u, ɛ, ɔ, a, aa /, que é a menor de todas as línguas Tai faladas em Assam. Destas sete vogais, Aiton permite apenas nove sequências possíveis.